# 里姆斯基-科萨科夫群岛
里姆斯基-科萨科夫群島是位於海參崴西南約70公里的彼得大帝灣中的群島，由6座小島和數個岩島組成，行政方面由哈桑區負責管轄，面積約6平方公里，最高點海拔高度144米，島上無人居住。該群島第一次为欧洲人所知是在1851年被法國觀鯨人員發現。由大佩利斯岛、斯捷宁岛、阿萨尔吉岛、倭摩勒绰岛、吉尔捷布兰特岛和马特韦耶夫岛组成。